# Hugh McMeniman
Hugh J. McMeniman (Brisbane, 1º novembre 1983) è un rugbista a 15 australiano, seconda-terza linea del Kudota Spears, club giapponese.

## Biografia
Debuttante nel Super 12 2005, McMeniman disputò 11 incontri di campionato con la franchigia del Queensland, i Reds; alla fine del torneo debuttò anche in Nazionale maggiore, in giugno, durante un test match contro Samoa.
L'anno dopo fu presente al tour europeo anche se giocò poco a causa di un problema muscolare al collo durante un non-test contro i gallesi Ospreys; ad aprile 2007 prolungò il contratto con i Reds per altri due anni.
Nel settembre di quell'anno fu tra i convocati australiani alla Coppa del Mondo di rugby 2007 in Francia, nel corso della quale disputò 4 incontri compreso il quarto di finale in cui gli Wallabies furono eliminati dall'Inghilterra.
Nel 2008, a causa di un infortunio patito contro gli Hurricanes, partecipò a solo due incontri dei Reds nel Super 14.
Al termine del contratto, nonostante avesse accettato anche un ingaggio ridotto per coprire le spese del suo mutuo di casa pur di non lasciare l'Australia e non perdere le speranze di giocare in Nazionale lasciò il Paese per giocare in Giappone nei Kudota Spears anche se, nel giugno 2010, si è ventilata l'ipotesi di un breve rilascio per giocare nella nuova franchigia dei Melbourne Rebels in procinto di giocare il Super 15 2011.